# 30 Days of Night (filme)

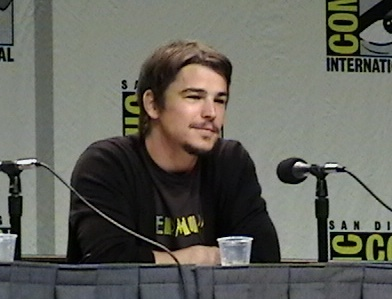
Josh Hartnett, que interpreta o xerife Eben, dando uma coletiva à imprensa

30 Days of Night (Brasil: 30 Dias de Noite / Portugal: 30 Dias de Escuridão) é um filme de terror produzido em 2007 baseado na HQ de mesmo nome. O filme é dirigido por David Slade e conta com a participação de estrelas como Josh Hartnett e Melissa George. A história centra-se em uma cidade do Alasca assolada por vampiros, uma vez que entra em um trigésimo dia de noite polar.
30 Days of Night foi originalmente lançado como uma história em quadrinhos, então, como um filme, mas foi rejeitado. Anos mais tarde, Steve Niles mostrou a ideia para IDW Publishing e ela decolou. O filme foi produzido com um orçamento de US$30 milhões e arrecadou US$75 milhões em bilheteria durante suas 6 semanas nos cinemas a partir de 19 de outubro de 2007. A sequência, 30 Days of Night: Dark Days, foi lançado em 5 de outubro de 2010 diretamente em vídeo. A minissérie prequela, 30 Days of Night: Blood Trails, foi lançado em FEARnet.com e FEARnet On Demand em 2007.

## Sinopse
Barrow é uma cidade americana no estado do Alasca, Estados Unidos, onde, uma vez por ano, durante o inverno, o sol deixa de nascer por 30 dias. Aproveitando-se desse cenário perfeito, um grupo de vampiros efetua um ataque planejado à pequena cidade. A única esperança dos moradores do local são os policiais Eban (Josh Hartnett) e Stella (Melissa George), que tentarão salvar de todas as formas o vilarejo.

## Elenco
- Josh Hartnett como Xerife Eben Oleson
- Melissa George como Stella Oleson
- Danny Huston como Marlow
- Ben Foster como o estranho
- Mark Rendall como Jake Oleson
- Mark Boone Junior como Beau Brower
- Megan Franich como Iris
- Amber Sainsbury como Denise
- Nathaniel Lees como Carter Davies
- Joel Tobeck como Doug Hertz
- Elizabeth Hawthorne como Lucy Ikos
- Manu Bennett como deputado Billy Kitka
- Andrew Stehlin como Arvin
- Craig Hall como Wilson Bulosan
- Peter Feeney como John Riis
- John Rawls como Zurial
- Jared Turner como Aaron
- Kelson Henderson como Gabe
- Pua Magasiva como Malekai Hamm
- Abbey-May Wakefield como Pequena Garota Vampira
- Grant Tilly como Gus
- Rachel Maitland-Smith coom Gail
- Kate Elliott como Dawn
- Jacob Tomuri como Seth

## Crítica
30 Days of Night tem recepção geralmente favorável por parte crítica profissional. Com a pontuação de 51% em base de 156 críticas, o Rotten Tomatoes chegou ao consenso: "Enquanto 30 Days of Night oferece algumas emoções, ele finalmente sucumbe à execução irregular". A pontuação da audiência do site alcança 56%.

## Livro
A romantização foi lançada em 2007:
- Tim Lebbon (25 de setembro de 2007). 30 Days of Night (Mass Market Paperback). Novelization of the film. [S.l.]: Pocket Star. ISBN 978-1-4165-4497-5